# Acuticostites
Acuticostites – rodzaj amonitów. Żył w okresie jury (tyton).